# Claudio Albizuris
Claudio Josué Albizuris Aguilar (Città del Guatemala, 1º luglio 1981) è un ex calciatore guatemalteco, di ruolo difensore.

## Caratteristiche tecniche
È un terzino destro.

## Carriera

### Club
Comincia a giocare al CSD Municipal. Nel 2010 si trasferisce all'USAC. Nel 2011 torna al CSD Municipal.

### Nazionale
Ha debuttato in nazionale nel 2001. Ha messo a segno la sua prima rete con la maglia della nazionale il 18 febbraio 2007, in El Salvador-Guatemala (0-1), in cui ha segnato al minuto 81 il gol decisivo. Ha partecipato, con la nazionale, alla Gold Cup 2002 e alla Gold Cup 2007. Ha collezionato in totale, con la maglia della nazionale, 36 presenze e una rete.